# 리옹 반란
리옹의 반란(프랑스어: Siège de Lyon)은 프랑스 혁명기인 1793년, 파리의 혁명 정부에 왕당파와 온건 공화파가 일으킨 리옹에서 반혁명 반란이다. 지롱드파와 관련된 연방주의 반란의 하나이다. 혁명 정부는 이를 철저하게 제압한 후 조제프 푸셰를 파견하여 리옹 주민 1000명 이상을 학살하게 했다.  슈테판 츠바이크는 평전《조제프 푸셰. 어느 정치적 인간의 초상》에서 당시의 상황을 생생히 묘사하고 있다

## 배경
당시 리옹은 프랑스에서도 공업 도시로서 번성하였으며, 새롭게 성립된 부르주아와 노동자(상퀼로트)와의 충돌은 파리보다 심각한 것이었다. 그러던 중 파리에서 불붙은 프랑스 혁명의 발발은 급진적 혁명의 지속을 요구하는 상퀼로트와 반혁명주의자, 혹은 온건 개혁을 원하는 사람들과의 대립은 더 심각한 양상으로 나타났다. 상퀼로트는 광신적인 자코뱅주의자 조제프 샤리에(Joseph Chalier)의 선동 아래 샤리에 학파라는 그룹을 형성하고 있었다.
샤리에는 원래 성직자였다가 혁명을 환영하고 바스티유 감옥의 돌담을 가지고 6일 밤낮을 걸어서 파리에서 리옹으로 찾아와 이것을 성체로 섬길 정도의 광신적인 혁명가였다. 또한 마라를 신처럼 숭배하는 등 그들의 정치적 급진성과 카리스마가 반혁명파에게는 위협이었다.

## 반혁명 반란

### 샤리에의 처형
그러나 샤리에는 혁명 정부에 반대하는 거리의 왕당파들에 의해 투옥된다. 또한 왕당파와 편지를 위조하여 샤리에의 죄를 조작하여 다른 샤리에파나 파리에 본보기로 그에게 사형을 선고했던 것이다. 국민 공회는 당황해서 샤리에를 구하려고 했지만 이미 늦었다. 또한 리옹에 대해 여러 차례 경고나 권고를 했지만, 리옹은 점점 파리의 급진주의자들의 대결하는 태도를 명확히 했다.
국민 공회가 위협으로 단두대로 보내자, 리옹에서는 반대로 그 단두대로 이용하여 샤리에를 처형하기로 결정하고 7월 17일 집행되었다. 그러나 단두대의 취급 방법을 몰랐던 리옹의 처형인 리페이르는 단두대의 칼날을 3번 떨어뜨려도 샤리에의 목을 절단하지 못하자 마지막으로 도끼(칼이라는 문헌도 있다.)를 이용해 간신히 목을 절단하였다. 이 광경은 샤리에파뿐만 아니라, 반혁명파의 민중에게도 충격을 주었다.

### 반란 진압
반란을 진압하고, 거리의 주도권을 샤리에파에게 되돌리기 위해 약 3만명의 공화국군이 리옹으로 파견되어 8월 8일부터 리옹을 포위했다. 리옹은 도시의 주위를 성벽으로 감싼 요새도시였으나, 공화국군은 대포를 사용하여 직접 시내에 포탄을 퍼부어 도시를 파괴했다.
곧 시내에서 샤리에파가 린치에 당하고 있다는 정보가 입수되자, 이들을 구출하기 위해 공화국군은 리옹에 대해 철저히 포격을 가하고 거리를 침묵시켰다. 이 때 프랑스에서는 징병제가 시작되었으며, 공화국군이 쉽게 인원을 보충 수 있었던 것도, 리옹에게는 불리하게 작용했다. 10월 9일, 리옹은 혁명 정부에 휴전을 제의하고 성문을 연다.
또한 이 포위는 나중에 대륙군 사령관이 되는 루이 가브리엘 쉬셰도 참여하고 있었다. 그는 리옹 출신으로, 그에게 있어서 이 전략은 자신의 고향에 대한 공격이었다. 그는 포격을 하기에 앞서 몇 번이나 리옹과 협상을 지속적으로 요구했다고 한다.
또한, 리옹 공성전에 참여한 공화국군은 왕당파와의 반란이 일어나고 있었던 항구 도시 툴롱 에 원군으로 파견되어 항구 탈환 작전에 참가했다.

## 리옹 대학살

### 국민 공회의 대응
진압된 리옹에 대해 국민 공회는 철저하게 보복할 것을 결정하고, 10월 12일, 국민공회 의장 루이 조제프 샤를리에는 다음과 같은 선언을 발표했다.
1. 국민공회는 공안위원회의 건의에 따라 리옹의 반혁명을 즉시 무력으로 징벌하기 위하여 다섯 위원으로 구성된 비상위원회를 임명한다.
2. 리옹의 모든 주민은 무장을 해제하고 무기를 공화국의 수호자들에게 넘겨야 한다.
3. 무기의 일부는 부자와 반혁명가들에게 탄압을 받았던 애국자들에게 지급될 것이다.
4. 리옹시는 파괴될 것이다. 유복한 사람들이 거주하던 집들은 모두 파괴되어야 한다. 남겨두어도 되는 것은 빈민의 집, 피살당하거나 추방당한 애국자들의 집과 공장 건축물, 자선사업과 교육에 사용되는 건물 뿐이다.
5. 리옹이란 이름을 공화국의 도시 목록에서 삭제한다. 이제부터 남겨진 건물일체는 해방도시Ville Affranchie란 이름을 갖는다.
6. 왕당파 도시가 어떤 범죄를 저질렀고 어떤 벌을 받았는지를 후세에 알리기 위하여 리옹의 폐허에 기념비를 세운다. 기념비에는 "리옹은 자유에 맞서 전쟁을 벌였다. 리옹은 이제 존재하지 않는다."라는 비문을 새긴다.
의회는 이견없이 자코뱅파의 지도자이며, 막시밀리앙 로베스피에르의 측근인 조르주 쿠통이 국민 공회 대표로 리옹으로 파견되었다. 이 선언을 들은 리옹 시민들은 혁명 정부의 보복을 두려워하며, 겁에 질려있었다.

### 쿠통의 처리
반란 종결 후 쿠통은 리옹에 대한 보복으로 건물의 지붕에서 기와를 벗겨내거나 벽을 망치로 두드려 모양만 훼손하거나, 반란 지도자 여러명을 처형하는 등 비교적 관용적인 처리 밖에 하지 않았다. 그는 프랑스 제2의 도시인 리옹을 철저히 파괴하는 것은 현실과 동떨어진 것으로 생각했기 때문이다. 무서운 선언 후에, 기대치보다 약한 처분에 거리의 사람들은 안도했지만, 이 같은 처리에 불만을 품은 의원들은 쿠통의 파면을 요구했다.

### 푸셰, 데르브와의 파견
결국 쿠통 대신 조제프 푸셰, 코로 데르브와 등의 파견이 결정되었다. 코로 데르브와는 11월 7일, 푸셰는 11월 10일에 각각 리옹에 도착했다. 전직 배우였던 코로 데르브와는 리옹에서 무대에 섰을 때 관중의 야유를 받은 적이 있었기 때문에, 리옹 시민에 대한 처벌에는 안성맞춤이었다는 설도 있었다. 푸셰와 데르부아는 반란에 동조했던 리옹 시민들을 가차없이 살해하고 리옹 시의 문화유적들을 파괴했다.

## 같이 보기
- 툴롱 포위전
- 방데 반란